# シェーナ (イタリア)
シェーナ（イタリア語: Scena ; ドイツ語: Schenna シェンナ）は、イタリア共和国トレンティーノ＝アルト・アディジェ州ボルツァーノ自治県にある、人口約2,900人の基礎自治体（コムーネ）。

## 地理

### 位置・広がり
ボルツァーノ自治県中北部、ヴァル・パッシーリア (it:Val Passiria) に位置するコムーネ。メラーノから東北東へ約3km、県都ボルツァーノから北北西へ約25km、州都トレントから北へ約68kmの距離にある。

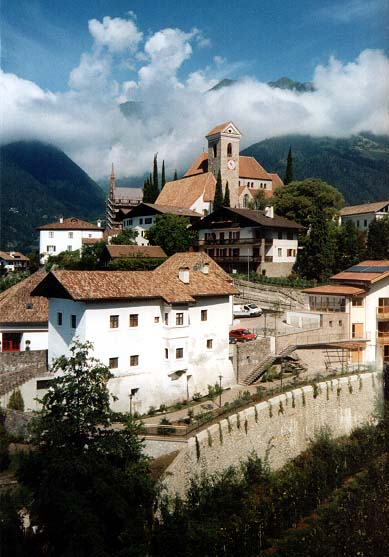
シェーナ

#### 隣接コムーネ
隣接するコムーネは以下の通り。
- アヴェレンゴ
- カイネス
- メラーノ
- リフィアーノ
- サン・レオナルド・イン・パッシーリア
- サレンティーノ
- ティローロ

## 行政

### 分離集落
シェーナには、以下の分離集落（フラツィオーネ）がある。
- Montescena/Schennaberg, Talle/Tall, Verdins

### Comunità comprensoriale
ボルツァーノ自治県が設けた行政区画 Comunità comprensoriale では、ブルグラヴィアート / ブルクグラーフェンアムト  (Burggrafenamt) （中心地: メラーノ）に属する。
- ブルクグラーフェンアムト
- ブルクグラーフェンアムトのコムーネ（中心地メラーノは9）。シェーナは20。

## 住民

### 言語
| 言語集団調査（2011年） | 言語集団調査（2011年） | 言語集団調査（2011年） | 言語集団調査（2011年） | 言語集団調査（2011年） |
| ---------------------- | ---------------------- | ---------------------- | ---------------------- | ---------------------- |
|                        |                        |                        |                        |                        |
| ドイツ語               | ドイツ語               |                        | 98.18%                 | 98.18%                 |
| イタリア語             | イタリア語             |                        | 1.67%                  | 1.67%                  |
| ラディン語             | ラディン語             |                        | 0.15%                  | 0.15%                  |

2011年に行われた、住民がドイツ語・イタリア語・ラディン語のいずれの「言語集団」に属するかの調査によれば（ボルツァーノ自治県#言語集団調査参照）、住民の約98%がドイツ語話者である。